# 女王蜂 (1978年の映画)
『女王蜂』（じょおうばち）は、1978年（昭和53年）2月11日に公開された日本映画。横溝正史作の同名の長編推理小説の映画化作品の一つ。製作は東宝映画、主演は石坂浩二、監督は市川崑、配給は東宝。カラー、スタンダード・サイズ。

## 概要
松竹の二枚目スター佐田啓二の遺児である中井貴恵をヒロイン役の大型新人として大々的にプッシュし、これに過去3作の犯人役スターを勢揃いさせた上、仲代達矢を加え、市川・石坂の金田一シリーズ随一の豪華キャストを売りにした。カネボウとのタイアップも成功して、前作『獄門島』を上回るヒットを記録した。原作の舞台「月琴島」は「月琴の里」として伊豆山中に設定変更され、大道寺銀造（原作では欣造）、智子父娘らの居住地である京都を第二の舞台とした。
監督を担当した市川崑は、前作である『獄門島』の頃から映画化を進めていた手塚治虫原作の『火の鳥』の脚本を執筆中だったが、東宝からどうしても撮ってくれと頼まれて引き受けることとなった。
また、市川のアイディアにより、かつて金田一シリーズに出演した大女優の3人、『犬神家の一族』の高峰三枝子、『悪魔の手毬唄』の岸惠子、『獄門島』の司葉子を共演させることとなり、話題となった。高峰と司はテレビドラマや舞台の出演スケジュールで多忙だった上に、岸はフランスにおり国際電話を使って出演交渉したという。その時点でまだ脚本が出来ておらず、どんな役を演じるのか全くわからなかったにもかかわらず、3人は出演を即答で快諾した。これは、ベテラン女優としては異例のことであり、3人の市川に対する信頼を示す出来事であった。なお、3人はそれまでに映画のみならずテレビや舞台でも顔を合わせたことがなく、初共演となった。
その他、佐々木剛、石田信之、高野浩之と、1970年代前半の特撮ヒーロー番組主演者が脇で顔を揃えている。
日程が非常にタイトだったため、脚本では日高真也の他に桂千穂が参加し、撮影では、本筋の芝居を含めてロケの相当部分を松林宗恵（クレジットは協力監督）ひきいるB班が分担した。クレジットされていないが、そちらのカメラは木村大作が担当している。

## 原作からの改変の概要
大きな変更点として、銀造（原作の欣造）の父が東小路家の馬丁で、事故の責任を押し付けられて獄死したという過去があり、犯行動機の一部とされた。
等々力警部は静岡県警所属で遊佐三郎殺害の捜査を指揮しており、前作と同姓で同一俳優だが金田一と初対面という設定である。ラストシーンの列車内で金田一に遭遇し、表向きは真相を知らないことになっているが実は気付いていることを匂わせる。
その他、以下のような変更があるが、基本的には原作の設定を踏襲している。
- 原作より1年半ほど遅い昭和27年秋の事件で、智子は18歳ではなく19歳の誕生日を迎える。
- 舞台が伊豆沖の「月琴島」から伊豆半島天城にある「月琴の里」に変更され、遊佐三郎が殺害された時計台は衣笠家跡ではなく大道寺家にある。
- 冒頭で日下部死亡の経緯（秀子と九十九が認識していた内容）を提示したあと、遊佐殺害の場面へ飛び、遡って事情が説明される順序になっている。金田一が智子の迎えを依頼された設定は無く単純に脅迫状についての調査依頼を受けており、現場到着は遊佐殺害直後であった。九十九龍馬は遊佐殺害に関する初動捜査が終わったころに現れる。
- 遊佐死体発見後に時計が動き出したとき、遊佐の腕が巻き込まれて引きちぎられる。遊佐とほぼ同時に姫野東作こと嵐三朝が殺害された設定は無い。殺害直前に智子の婿候補者同士の間で喧嘩沙汰が起きたのは卓球場ではなくテニスコートであり、ラケットと月琴との相似は強調されていない。
- 旧皇族・衣笠家が旧華族・東小路家に変更され、当主は女性である。加納弁護士が相談者名を秘して金田一に依頼する設定は原作通りだが、原作のように自身が変装して行動する設定は無い。
- 大道寺の活動拠点、東小路家の本宅、九十九龍馬の心霊研究所（原作の道場に相当）は東京ではなく京都にある。
- 赤根崎（原作の三宅）は歌舞伎座ではなく東小路家主催の野点で毒殺される。
- 九十九殺害現場に抜け穴は無く、天井から刃物を落とすことが可能であり、部屋自体の入口が寄木細工で閉ざされていた。
- 編み記号の暗号は換字法ではなく、編めない部分を線でつなぐと文字になり、アナグラムで文章になる方式。
- 智子は最後の真相説明を立ち聞きしており、それを知ったうえで月琴の里に残ることを選択する。

『犬神家の一族』『悪魔の手毬唄』『獄門島』に出演した俳優を多く出演させており、そのうち草笛光子、坂口良子、常田富士男、白石加代子らは原作に無いオリジナルの登場人物を演じている。

## 出演者
- 金田一耕助：石坂浩二
- 神尾秀子：岸惠子
- 東小路隆子：高峰三枝子
- 日下部仁志（東小路仁志）：佐々木勝彦
- 大道寺智子：中井貴恵（新人）
- 大道寺琴絵：萩尾みどり
- 大道寺（速水）銀造：仲代達矢
- 蔦代：司葉子
- 大道寺文彦：高野浩之
- 速水るい：白石加代子
- 多門連太郎：沖雅也
- 等々力警部：加藤武
- 木暮刑事：小林昭二
- 黒沢刑事：冷泉公裕
- 山本巡査：伴淳三郎
- おあき：坂口良子
- 九十九龍馬：神山繁
- 加納弁護士：大滝秀治
- 駒井泰次郎：佐々木剛
- 赤根崎嘉文：中島久之
- 遊佐三郎：石田信之
- 農夫：常田富士男
- 大道寺鉄馬：武内亨
- 役名不明：花上晃
- 嵐三朝：三木のり平
- お富：草笛光子

以下はノンクレジット
- お富の母親：沼田カズ子（ノンクレジット）

## スタッフ
- 原作：横溝正史「女王蜂」
- 監督：市川崑
- 脚本：日高真也、桂千穂、市川崑
- 製作：馬場和夫、田中収
- 企画：角川春樹事務所
- 音楽：田辺信一
- 演奏：東宝スタジオ・オーケストラ
- 撮影：長谷川清
- 美術：阿久根巌
- 録音：矢野口文雄
- 照明：佐藤幸次郎
- 編集：小川信夫、長田千鶴子
- チーフ助監督：西川常三郎
- 製作担当者：徳増俊郎
- 整音：大橋鉄矢
- 記録：土屋テル子
- スチール：橋山直己
- 衣装：長島重夫
- 合成：三瓶一信
- 衣装協力：きもの英（はなぶさ）
- 効果：東宝効果集団
- 現像：東洋現像所
- 協力監督：松林宗恵

## イメージソング
「智子のテーマ 愛の女王蜂」
作詞：松本隆 / 作曲：三木たかし / 編曲：若草恵 / 唄：塚田三喜夫

## 逸話
- 中井貴恵は撮影当時、まだ早稲田大学文学部に通う大学2年生であった。彼女の持っていた化粧かばんの中身は、本作の撮影用の台本と、英語とフランス語の教科書のみであったという。
- 撮影の合間に勉強をする中井を見て、共演者である岸惠子がフランス語を、英語を中学英語教師の経験を持つ加藤武が教えた。また、芝居は市川崑が、絵画は石坂浩二が、メイクアップはカネボウ専属のヴォーグ・イボンヌがアドバイスしたという（以上の逸話は後に発売されたDVDの特典情報などで言及されている）。
- 本作はカネボウのタイアップ映画としての一面も持っている。カネボウは映画公開と合わせて、新製品の口紅を発売した。そして、カネボウのCMに中井貴恵が起用され、「口紅にミステリー」「女王蜂のくちびる」といったキャッチコピーで広く大衆に認知された。劇中でも、中井が演じる智子は原作通り父親の墓から「開かずの間の鍵」を発見するが、そのきっかけが母親の遺品である口紅に隠されていたメモであるとする原作に無い設定が追加され、それに関連して加藤武演じる等々力警部が「口紅にミステリーか」という台詞を口にしている。なお、当時有楽町にあった日本劇場では、映画公開前に映画タイトルと同じ大きさのキャッチコピーの看板が飾られていた。